# جیمز اوتیس (هنرپیشه)
جیمز اوتیس (انگلیسی: James Otis؛ زاده ۱۶ مارس ۱۹۴۸ – درگذشته ۳ مارس ۲۰۲۰) یک هنرپیشه اهل ایالات متحده آمریکا بود.

## بخشی از فیلمشناسی
- سوپرنچرال (۲۰۱۰)
- ذهن‌های مجرم (۲۰۰۷)
- پرستیژ (۲۰۰۶)
- کوکب سیاه (۲۰۰۶)
- بخش فوریت‌های پزشکی (۲۰۰۵)
- سرزمین موعود (۲۰۰۴)
- بوسه (۲۰۰۳)
- پرونده‌های ایکس (۲۰۰۱)
- هنری: تصویر یک قاتل زنجیره‌ای (۱۹۹۸)
- روزی دیگر در بهشت (۱۹۹۷)
- خاطرات استارداست (۱۹۸۰)